# Élections législatives de 2022 dans la Seine-Maritime
Les élections législatives françaises de 2022 se déroulent les 12 et 19 juin 2022. Dans le département de la Seine-Maritime, dix députés sont à élire dans le cadre de dix circonscriptions.

## Contexte

### Élections législatives de 2017
Les élections législatives de 2017 voient La République en marche remporter cinq des dix sièges à pourvoir dans le département avec un score de 45,28 % des voix au second tour, le Parti communiste français, allié à La France insoumise, en remportent trois avec 16,72 % des voix tandis que le Parti socialiste, 11,27 % des voix, et Les Républicains, 13,28 % des voix, en remportent un chacun. Ces derniers perdant respectivement sept et un siège.

### Élection présidentielle de 2022
| Circonscription | 1er tour | 1er tour | 1er tour  |        | 2d tour | 2d tour |
| Circonscription | Macron   | Le Pen   | Mélenchon | Macron | Le Pen  |         |
| --------------- | -------- | -------- | --------- | ------ | ------- | ------- |
| Circonscription |          |          |           |        |         |         |
| 1re             | 32,09 %  | 12,39 %  | 29,37 %   | 75,7 % | 24,3 %  |         |
| 2e              | 34,15 %  | 23,50 %  | 16,84 %   | 62,1 % | 37,9 %  |         |
| 3e              | 23,10 %  | 21,09 %  | 34,01 %   | 62,3 % | 37,7 %  |         |
| 4e              | 24,27 %  | 28,32 %  | 26,10 %   | 53,5 % | 46,5 %  |         |
| 5e              | 27,24 %  | 31,44 %  | 18,76 %   | 50,8 % | 49,2 %  |         |
| 6e              | 26,46 %  | 35,45 %  | 15,55 %   | 45,5 % | 54,5 %  |         |
| 7e              | 32,53 %  | 20,89 %  | 22,56 %   | 64,5 % | 35,5 %  |         |
| 8e              | 21,99 %  | 25,24 %  | 31,83 %   | 55,9 % | 44,1 %  |         |
| 9e              | 26,76 %  | 33,25 %  | 16,67 %   | 47,9 % | 52,1 %  |         |
| 10e             | 28,33 %  | 33,9 %   | 14,27 %   | 48,7 % | 51,3 %  |         |

## Système électoral
Les élections législatives ont lieu au scrutin uninominal majoritaire à deux tours dans des circonscriptions uninominales.
Est élu au premier tour le candidat qui réunit la majorité absolue des suffrages exprimés et un nombre de voix au moins égal au quart (25 %) des électeurs inscrits dans la circonscription. Si aucun des candidats ne satisfait ces conditions, un second tour est organisé entre les candidats ayant réuni un nombre de voix au moins égal à un huitième des inscrits (12,5 %) ; les deux candidats arrivés en tête du premier tour se maintiennent néanmoins par défaut si un seul ou aucun d'entre eux n'a atteint ce seuil. Au second tour, le candidat arrivé en tête est déclaré élu.
Le seuil de qualification basé sur un pourcentage du total des inscrits et non des suffrages exprimés rend plus difficile l'accès au second tour lorsque l'abstention est élevée. Le système permet en revanche l'accès au second tour de plus de deux candidats si plusieurs d'entre eux franchissent le seuil de 12,5 % des inscrits. Les candidats en lice au second tour peuvent ainsi être trois, un cas de figure appelé « triangulaire ». Les second tours où s'affrontent quatre candidats, appelés « quadrangulaire » sont également possibles, mais beaucoup plus rares.

### Partis et nuances
Les résultats des élections sont publiés en France par le ministère de l'Intérieur, qui classe les partis en leur attribuant des nuances politiques. Ces dernières sont décidées par les préfets, qui les attribuent indifféremment de l'étiquette politique déclarée par les candidats, qui peut être celle d'un parti ou une candidature sans étiquette.
En 2022, seules les coalitions Ensemble (ENS) et Nouvelle Union populaire écologique et sociale (NUP), ainsi que le Parti radical de gauche (RDG), l'Union des démocrates et indépendants (UDI), Les Républicains (LR), le Rassemblement national (RN) et Reconquête (REC) se voient attribuer  une nuance propre,,.
Tous les autres partis se voient attribuer l'une ou l'autre des nuances suivantes : DXG (divers extrême gauche), DVG (divers gauche), ECO (écologiste), REG (régionaliste), DVC (divers centre), DVD (divers droite), DSV (droite souverainiste) et DXD (divers extrême droite). Des partis comme Debout la France ou Lutte ouvrière ne disposent ainsi pas de nuance propre, et leurs résultats nationaux ne sont pas publiés séparément par le ministère, car mélangés avec d'autres partis (respectivement dans les nuances DSV et DXG),.

## Résultats

### Élus
| Circonscription | Député sortant       | Parti | Parti | Groupe | Député élu ou réélu           | Parti | Parti | Groupe |
| --------------- | -------------------- | ----- | ----- | ------ | ----------------------------- | ----- | ----- | ------ |
| 1e              | Damien Adam          |       | LREM  | LREM   | Damien Adam                   |       | LREM  | RE     |
| 2e              | Annie Vidal          |       | LREM  | LREM   | Annie Vidal                   |       | LREM  | RE     |
| 3e              | Hubert Wulfranc      |       | PCF   | GDR    | Hubert Wulfranc               |       | PCF   | GDR    |
| 4e              | Sira Sylla           |       | LREM  | LREM   | Alma Dufour                   |       | LFI   | LFI    |
| 5e              | Gérard Leseul        |       | PS    | SOC    | Gérard Leseul                 |       | PS    | SOC    |
| 6e              | Sébastien Jumel      |       | PCF   | GDR    | Sébastien Jumel               |       | PCF   | GDR    |
| 7e              | Agnès Firmin-Le Bodo |       | HOR   | AE     | Agnès Firmin-Le Bodo          |       | HOR   | HOR    |
| 8e              | Jean-Paul Lecoq      |       | PCF   | GDR    | Jean-Paul Lecoq               |       | PCF   | GDR    |
| 9e              | Stéphanie Kerbarh    |       | PRV   | LT     | Marie-Agnès Poussier-Winsback |       | HOR   | HOR    |
| 10e             | Xavier Batut         |       | LREM  | LREM   | Xavier Batut                  |       | LREM  | RE     |

### Résultats à l'échelle du département

#### Résultats par coalition
| Parti et coalition                                           | Parti et coalition                                           | Parti et coalition                                           | Premier tour | Premier tour | Premier tour | Second tour   | Second tour   | Second tour | Total Sièges  | +/-           |  |
| Parti et coalition                                           | Parti et coalition                                           | Parti et coalition                                           | Voix         | %            | Sièges       | Voix          | %             | Sièges      | Total Sièges  | +/-           |  |
| ------------------------------------------------------------ | ------------------------------------------------------------ | ------------------------------------------------------------ | ------------ | ------------ | ------------ | ------------- | ------------- | ----------- | ------------- | ------------- |  |
|                                                              |                                                              | La France insoumise (LFI)                                    | 51 214       | 12,16        | 0            | 67 393        | 17,80         | 1           | 1             | 1             |  |
|                                                              | Parti communiste français (PCF)                              | 46 571                                                       | 11,06        | 0            | 61 786       | 16,32         | 3             | 3           | en stagnation |               |  |
|                                                              | Parti socialiste (PS)                                        | 15 440                                                       | 3,67         | 0            | 22 874       | 6,04          | 1             | 1           | en stagnation |               |  |
|                                                              | Europe Écologie Les Verts (EELV)                             | 11 710                                                       | 2,78         | 0            |              |               |               | 0           | en stagnation |               |  |
| Total Nouvelle Union populaire écologique et sociale (NUPES) | Total Nouvelle Union populaire écologique et sociale (NUPES) | 124 935                                                      | 29,66        | 0            | 152 053      | 40,17         | 5             | 5           | 1             |               |  |
|                                                              |                                                              | La République en marche (LREM)                               | 54 832       | 13,02        | 0            | 68 579        | 18,12         | 3           | 3             | 2             |  |
|                                                              | Horizons (H)                                                 | 46 644                                                       | 11,07        | 0            | 50 802       | 13,42         | 2             | 2           | Nv            |               |  |
|                                                              | Mouvement démocrate (MoDem)                                  | 11 010                                                       | 2,61         | 0            |              |               |               | 0           | en stagnation |               |  |
| Total Ensemble (ENS)                                         | Total Ensemble (ENS)                                         | 112 486                                                      | 26,71        | 0            | 119 381      | 31,54         | 5             | 5           | en stagnation |               |  |
|                                                              | Rassemblement national (RN)                                  | Rassemblement national (RN)                                  | 97 065       | 23,05        | 0            | 107 131       | 28,30         | 0           | 0             | en stagnation |  |
|                                                              |                                                              | Les Républicains (LR)                                        | 15 567       | 3,70         | 0            |               |               |             | 0             | 1             |  |
|                                                              | Les Centristes (LC)                                          | 8 491                                                        | 2,02         | 0            | 0            | en stagnation |               |             |               |               |  |
| Total Union de la droite et du centre (UDC)                  | Total Union de la droite et du centre (UDC)                  | 24 058                                                       | 5,71         | 0            | 0            | 1             |               |             |               |               |  |
|                                                              | Dissidents NUPES                                             | Dissidents NUPES                                             | 16 228       | 3,85         | 0            | 0             | en stagnation |             |               |               |  |
|                                                              |                                                              | Reconquête (REC)                                             | 12 684       | 3,01         | 0            | 0             | Nv            |             |               |               |  |
|                                                              | Via, la voie du peuple (VIA)                                 | 1 590                                                        | 0,38         | 0            | 0            | Nv            |               |             |               |               |  |
| Total Reconquête et alliés (REC)                             | Total Reconquête et alliés (REC)                             | 14 274                                                       | 3,39         | 0            | 0            | Nv            |               |             |               |               |  |
|                                                              | Parti animaliste (PA)                                        | Parti animaliste (PA)                                        | 8 503        | 2,02         | 0            | 0             | en stagnation |             |               |               |  |
|                                                              |                                                              | Liberté Écologie Fraternité (LEF)                            | 3 442        | 0,82         | 0            | 0             | Nv            |             |               |               |  |
|                                                              | Écologie au centre (ÉAC)                                     | 2 049                                                        | 0,49         | 0            | 0            | en stagnation |               |             |               |               |  |
| Total Écologie au centre (ÉAC)                               | Total Écologie au centre (ÉAC)                               | 5 491                                                        | 1,30         | 0            | 0            | en stagnation |               |             |               |               |  |
|                                                              | Lutte ouvrière (LO)                                          | Lutte ouvrière (LO)                                          | 5 410        | 1,28         | 0            | 0             | en stagnation |             |               |               |  |
|                                                              |                                                              | Les Patriotes (LP)                                           | 1 994        | 0,47         | 0            | 0             | Nv            |             |               |               |  |
|                                                              | Debout la France (DLF)                                       | 1 442                                                        | 0,34         | 0            | 0            | en stagnation |               |             |               |               |  |
| Total Union pour la France (UPF)                             | Total Union pour la France (UPF)                             | 3 436                                                        | 0,82         | 0            | 0            | en stagnation |               |             |               |               |  |
|                                                              |                                                              | Alliance centriste (AC)                                      | 1 776        | 0,42         | 0            | 0             | Nv            |             |               |               |  |
|                                                              | Union des centristes et des écologistes (UCE)                | 1 397                                                        | 0,33         | 0            | 0            | en stagnation |               |             |               |               |  |
| Total Les écologistes avec la majorité présidentielle (ÉMP)  | Total Les écologistes avec la majorité présidentielle (ÉMP)  | 3 173                                                        | 0,75         | 0            | 0            | en stagnation |               |             |               |               |  |
|                                                              |                                                              | Les Radicaux de gauche (LRDG)                                | 2 446        | 0,58         | 0            | 0             | Nv            |             |               |               |  |
| Total Fédération de la gauche républicaine (FGR)             | Total Fédération de la gauche républicaine (FGR)             | 2 446                                                        | 0,58         | 0            | 0            | Nv            |               |             |               |               |  |
|                                                              |                                                              | EnVie d’Un Nôtre Monde (EVUNM)                               | 786          | 0,19         | 0            | 0             | Nv            |             |               |               |  |
| Total Convergence RIC (CRIC)                                 | Total Convergence RIC (CRIC)                                 | 786                                                          | 0,19         | 0            | 0            | Nv            |               |             |               |               |  |
|                                                              | Union des démocrates musulmans français (UDMF)               | Union des démocrates musulmans français (UDMF)               | 356          | 0,08         | 0            | 0             | Nv            |             |               |               |  |
|                                                              | Parti ouvrier indépendant démocratique (POID)                | Parti ouvrier indépendant démocratique (POID)                | 311          | 0,07         | 0            | 0             | en stagnation |             |               |               |  |
|                                                              | Union des démocrates et indépendants (UDI) - hors accord UDC | Union des démocrates et indépendants (UDI) - hors accord UDC | 277          | 0,07         | 0            | 0             | en stagnation |             |               |               |  |
|                                                              |                                                              | République souveraine (RS)                                   | 118          | 0,03         | 0            | 0             | Nv            |             |               |               |  |
| Total La Raison du peuple (LRDP)                             | Total La Raison du peuple (LRDP)                             | 118                                                          | 0,03         | 0            | 0            | Nv            |               |             |               |               |  |
|                                                              | Parti pirate (PP)                                            | Parti pirate (PP)                                            | 51           | 0,01         | 0            | 0             | en stagnation |             |               |               |  |
|                                                              | Autres partis                                                | Autres partis                                                | 196          | 0,05         | 0            | 0             | Nv            |             |               |               |  |
|                                                              | Sans étiquette (SE)                                          | Sans étiquette (SE)                                          | 1 581        | 0,38         | 0            | 0             | en stagnation |             |               |               |  |
|                                                              |                                                              |                                                              |              |              |              |               |               |             |               |               |  |
| Suffrages exprimés                                           | Suffrages exprimés                                           | Suffrages exprimés                                           | 421 181      | 97,72        |              | 378 565       | 91,20         |             |               |               |  |
| Votes blancs                                                 | Votes blancs                                                 | Votes blancs                                                 | 7 869        | 1,83         | 29 009       | 6,99          |               |             |               |               |  |
| Votes nuls                                                   | Votes nuls                                                   | Votes nuls                                                   | 1 964        | 0,46         | 7 519        | 1,81          |               |             |               |               |  |
| Total                                                        | Total                                                        | Total                                                        | 431 014      | 100          | 0            | 415 093       | 100           | 10          | 10            | en stagnation |  |
| Abstentions                                                  | Abstentions                                                  | Abstentions                                                  | 451 694      | 51,17        |              | 467 770       | 52,98         |             |               |               |  |
| Inscrits/Participation                                       | Inscrits/Participation                                       | Inscrits/Participation                                       | 882 708      | 48,83        | 882 863      | 47,02         |               |             |               |               |  |

#### Résultats par nuance
| Nuance                 | Nuance                                         | Nuance                 | Premier tour | Premier tour | Premier tour | Second tour | Second tour   | Second tour | Total Sièges | +/-           |  |
| Nuance                 | Nuance                                         | Nuance                 | Voix         | %            | Sièges       | Voix        | %             | Sièges      | Total Sièges | +/-           |  |
| ---------------------- | ---------------------------------------------- | ---------------------- | ------------ | ------------ | ------------ | ----------- | ------------- | ----------- | ------------ | ------------- |  |
|                        | Nouvelle Union populaire écologique et sociale | NUP                    | 124 935      | 29,66        | 0            | 152 053     | 40,17         | 5           | 5            | 1             |  |
|                        | Ensemble !                                     | ENS                    | 112 486      | 26,71        | 0            | 119 381     | 31,54         | 5           | 5            | en stagnation |  |
|                        | Rassemblement national                         | RN                     | 97 065       | 23,05        | 0            | 107 131     | 28,30         | 0           | 0            | en stagnation |  |
|                        | Divers gauche                                  | DVG                    | 20 784       | 4,93         | 0            |             |               |             | 0            | en stagnation |  |
|                        | Les Républicains                               | LR                     | 15 567       | 3,70         | 0            | 0           | 1             |             |              |               |  |
|                        | Reconquête                                     | REC                    | 14 274       | 3,39         | 0            | 0           | Nv            |             |              |               |  |
|                        | Ecologistes                                    | ECO                    | 9 500        | 2,26         | 0            | 0           | en stagnation |             |              |               |  |
|                        | Divers droite                                  | DVD                    | 8 689        | 2,06         | 0            | 0           | en stagnation |             |              |               |  |
|                        | Divers extrême gauche                          | DXG                    | 5 721        | 1,36         | 0            | 0           | en stagnation |             |              |               |  |
|                        | Divers                                         | DIV                    | 4 488        | 1,07         | 0            | 0           | en stagnation |             |              |               |  |
|                        | Droite souverainiste                           | DSV                    | 4 222        | 1,00         | 0            | 0           | en stagnation |             |              |               |  |
|                        | Divers centre                                  | DVC                    | 3 173        | 0,75         | 0            | 0           | Nv            |             |              |               |  |
|                        | Union des démocrates et indépendants           | UDI                    | 277          | 0,07         | 0            | 0           | en stagnation |             |              |               |  |
|                        |                                                |                        |              |              |              |             |               |             |              |               |  |
| Suffrages exprimés     | Suffrages exprimés                             | Suffrages exprimés     | 421 181      | 97,72        |              | 378 565     | 91,20         |             |              |               |  |
| Votes blancs           | Votes blancs                                   | Votes blancs           | 7 869        | 1,83         | 29 009       | 6,99        |               |             |              |               |  |
| Votes nuls             | Votes nuls                                     | Votes nuls             | 1 964        | 0,46         | 7 519        | 1,81        |               |             |              |               |  |
| Total                  | Total                                          | Total                  | 431 014      | 100          | 0            | 415 093     | 100           | 10          | 10           | en stagnation |  |
| Abstentions            | Abstentions                                    | Abstentions            | 451 694      | 51,17        |              | 467 770     | 52,98         |             |              |               |  |
| Inscrits/Participation | Inscrits/Participation                         | Inscrits/Participation | 882 708      | 48,83        | 882 863      | 47,02       |               |             |              |               |  |

### Cartes

Nuance politique des candidats arrivés en tête dans chaque commune au 1er tour.
Nuance politique des candidats arrivés en tête dans chaque commune au 2e tour.

### Résultats par circonscriptions

#### Première circonscription
Député sortant : Damien Adam (La République en marche).
| Candidat                 | Candidat                 | Parti et coalition       | Nuance                   | Premier tour | Premier tour | Second tour | Second tour |
| Candidat                 | Candidat                 | Parti et coalition       | Nuance                   | Voix         | %            | Voix        | %           |
| ------------------------ | ------------------------ | ------------------------ | ------------------------ | ------------ | ------------ | ----------- | ----------- |
|                          | Maxime Da Silva          | LFI (NUPES)              | NUP                      | 11 045       | 33,05        | 15 745      | 49,88       |
|                          | Damien Adam              | LREM (ENS)               | ENS                      | 9 424        | 28,20        | 15 823      | 50,12       |
|                          | Christine de Cintré      | PS diss.                 | DVG                      | 3 718        | 11,12        |             |             |
|                          | Mélanie Crosnier         | RN                       | RN                       | 3 094        | 9,26         |             |             |
|                          | Marie-Hélène Roux        | LR (UDC)                 | LR                       | 2 886        | 8,63         |             |             |
|                          | Olivier Cleland          | REC                      | REC                      | 1 372        | 4,10         |             |             |
|                          | Pierre-Alexandre Besson  | EAC                      | ECO                      | 864          | 2,59         |             |             |
|                          | Pierre-Alexandre Guesdon | PA                       | DIV                      | 523          | 1,56         |             |             |
|                          | Valérie Foissey          | LO                       | DXG                      | 235          | 0,70         |             |             |
|                          | Céline Vitard            | POID                     | DXG                      | 144          | 0,43         |             |             |
|                          | Richard Vacquer          | RS (LRDP)                | DVG                      | 118          | 0,35         |             |             |
|                          |                          |                          |                          |              |              |             |             |
| Votes valides            | Votes valides            | Votes valides            | Votes valides            | 33 423       | 98,81        | 31 568      | 94,45       |
| Votes blancs             | Votes blancs             | Votes blancs             | Votes blancs             | 285          | 0,84         | 1 366       | 4,09        |
| Votes nuls               | Votes nuls               | Votes nuls               | Votes nuls               | 116          | 0,34         | 489         | 1,46        |
| Total                    | Total                    | Total                    | Total                    | 33 824       | 100          | 33 423      | 100         |
| Abstention               | Abstention               | Abstention               | Abstention               | 32 847       | 49,27        | 33 260      | 49,88       |
| Inscrits / participation | Inscrits / participation | Inscrits / participation | Inscrits / participation | 66 671       | 50,73        | 66 683      | 50,12       |

#### Deuxième circonscription
Députée sortante : Annie Vidal (La République en marche).
| Candidat                 | Candidat                 | Parti et coalition       | Nuance                   | Premier tour | Premier tour | Second tour | Second tour |
| Candidat                 | Candidat                 | Parti et coalition       | Nuance                   | Voix         | %            | Voix        | %           |
| ------------------------ | ------------------------ | ------------------------ | ------------------------ | ------------ | ------------ | ----------- | ----------- |
|                          | Annie Vidal              | LREM (ENS)               | ENS                      | 16 332       | 32,53        | 26 856      | 59,64       |
|                          | Sébastien Duval          | LFI (NUPES)              | NUP                      | 11 113       | 22,14        | 18 175      | 40,36       |
|                          | Bastien Holingue         | RN                       | RN                       | 9 733        | 19,39        |             |             |
|                          | Jonas Haddad             | LR (UDC)                 | LR                       | 6 591        | 13,13        |             |             |
|                          | Maxence Briquet          | REC                      | REC                      | 2 016        | 4,02         |             |             |
|                          | Catherine Depitre        | LEF (EAC)                | DVG                      | 1 992        | 3,97         |             |             |
|                          | Dorian Le Bay            | PA                       | DIV                      | 962          | 1,92         |             |             |
|                          | Nathalie Letort          | DLF (UPF)                | DSV                      | 735          | 1,46         |             |             |
|                          | Jean-Claude Garault      | LO                       | DXG                      | 511          | 1,02         |             |             |
|                          | Jody Horcholle           | AC (ÉMP)                 | DVC                      | 221          | 0,44         |             |             |
|                          |                          |                          |                          |              |              |             |             |
| Votes valides            | Votes valides            | Votes valides            | Votes valides            | 50 206       | 97,94        | 45 031      | 90,92       |
| Votes blancs             | Votes blancs             | Votes blancs             | Votes blancs             | 840          | 1,64         | 3 450       | 6,97        |
| Votes nuls               | Votes nuls               | Votes nuls               | Votes nuls               | 216          | 0,42         | 1 045       | 2,11        |
| Total                    | Total                    | Total                    | Total                    | 51 262       | 100          | 49 526      | 100         |
| Abstention               | Abstention               | Abstention               | Abstention               | 44 038       | 46,21        | 45 788      | 48,04       |
| Inscrits / participation | Inscrits / participation | Inscrits / participation | Inscrits / participation | 95 300       | 53,79        | 95 314      | 51,96       |

#### Troisième circonscription
Député sortant : Hubert Wulfranc (Parti communiste français).
| Candidat                 | Candidat                 | Parti et coalition       | Nuance                   | Premier tour | Premier tour | Second tour | Second tour |
| Candidat                 | Candidat                 | Parti et coalition       | Nuance                   | Voix         | %            | Voix        | %           |
| ------------------------ | ------------------------ | ------------------------ | ------------------------ | ------------ | ------------ | ----------- | ----------- |
|                          | Hubert Wulfranc          | PCF (NUPES)              | NUP                      | 13 544       | 44,21        | 18 868      | 70,36       |
|                          | Salomée Tessier          | RN                       | RN                       | 5 251        | 17,14        | 7 947       | 29,64       |
|                          | Letycia Ossibi           | LREM (ENS)               | ENS                      | 5 026        | 16,41        |             |             |
|                          | Kader Chekhemani         | PS diss.                 | DVG                      | 3 374        | 11,01        |             |             |
|                          | Patrick Chabert          | LC (UDC)                 | DVD                      | 1 115        | 3,64         |             |             |
|                          | Clémence Bourdet         | REC                      | REC                      | 840          | 2,74         |             |             |
|                          | Delphine Gerday          | PA                       | ECO                      | 627          | 2,05         |             |             |
|                          | Tony Vasseur             | LP (UPF)                 | DSV                      | 301          | 0,98         |             |             |
|                          | Pascal Le Manach         | LO                       | DXG                      | 276          | 0,90         |             |             |
|                          | Ouarda El Atrassi        | UDMF                     | DIV                      | 216          | 0,71         |             |             |
|                          | Nicolas Huet de Barros   | SE                       | DIV                      | 63           | 0,21         |             |             |
|                          |                          |                          |                          |              |              |             |             |
| Votes valides            | Votes valides            | Votes valides            | Votes valides            | 30 633       | 98,14        | 26 815      | 91,02       |
| Votes blancs             | Votes blancs             | Votes blancs             | Votes blancs             | 376          | 1,20         | 2 109       | 7,16        |
| Votes nuls               | Votes nuls               | Votes nuls               | Votes nuls               | 206          | 0,66         | 535         | 1,82        |
| Total                    | Total                    | Total                    | Total                    | 31 215       | 100          | 29 459      | 100         |
| Abstention               | Abstention               | Abstention               | Abstention               | 38 900       | 55,48        | 40 669      | 57,99       |
| Inscrits / participation | Inscrits / participation | Inscrits / participation | Inscrits / participation | 70 115       | 44,52        | 70 128      | 42,01       |

#### Quatrième circonscription
Députée sortante : Sira Sylla (La République en marche).
| Candidat                 | Candidat                 | Parti et coalition       | Nuance                   | Premier tour | Premier tour | Second tour | Second tour |
| Candidat                 | Candidat                 | Parti et coalition       | Nuance                   | Voix         | %            | Voix        | %           |
| ------------------------ | ------------------------ | ------------------------ | ------------------------ | ------------ | ------------ | ----------- | ----------- |
|                          | Guillaume Pennelle       | RN                       | RN                       | 10 105       | 25,96        | 15 301      | 46,28       |
|                          | Alma Dufour              | LFI (NUPES)              | NUP                      | 9 303        | 23,90        | 17 764      | 53,72       |
|                          | Djoudé Merabet           | PS diss.                 | DVG                      | 9 136        | 23,47        |             |             |
|                          | Sira Sylla               | LREM (ENS)               | ENS                      | 7 004        | 17,99        |             |             |
|                          | Eve Froger               | REC                      | REC                      | 1 615        | 4,15         |             |             |
|                          | Jennifer Jezequel        | PA                       | DIV                      | 1 017        | 2,61         |             |             |
|                          | Frédéric Podguszer       | LO                       | DXG                      | 604          | 1,55         |             |             |
|                          | Michaël Poret            | UDMF                     | DIV                      | 140          | 0,36         |             |             |
|                          | Olivier Roussel          | SE                       | DVD                      | 2            | 0,00         |             |             |
|                          |                          |                          |                          |              |              |             |             |
| Votes valides            | Votes valides            | Votes valides            | Votes valides            | 38 926       | 97,31        | 33 065      | 86,85       |
| Votes blancs             | Votes blancs             | Votes blancs             | Votes blancs             | 827          | 2,07         | 3 973       | 10,44       |
| Votes nuls               | Votes nuls               | Votes nuls               | Votes nuls               | 245          | 0,61         | 1 034       | 2,72        |
| Total                    | Total                    | Total                    | Total                    | 39 998       | 100          | 38 072      | 100         |
| Abstention               | Abstention               | Abstention               | Abstention               | 47 116       | 54,09        | 49 056      | 56,30       |
| Inscrits / participation | Inscrits / participation | Inscrits / participation | Inscrits / participation | 87 114       | 45,91        | 87 128      | 43,70       |

#### Cinquième circonscription
Député sortant : Gérard Leseul (Parti socialiste).
| Candidat                 | Candidat                 | Parti et coalition       | Nuance                   | Premier tour | Premier tour | Second tour | Second tour |
| Candidat                 | Candidat                 | Parti et coalition       | Nuance                   | Voix         | %            | Voix        | %           |
| ------------------------ | ------------------------ | ------------------------ | ------------------------ | ------------ | ------------ | ----------- | ----------- |
|                          | Gérard Leseul            | PS (NUPES)               | NUP                      | 15 440       | 33,68        | 22 874      | 55,81       |
|                          | Jean-Cyril Montier       | RN                       | RN                       | 12 867       | 28,06        | 18 113      | 44,19       |
|                          | Jean Delalandre          | H (ENS)                  | ENS                      | 11 835       | 25,81        |             |             |
|                          | Eddy Lefaux              | app. LR (UDC)            | LR                       | 2 266        | 4,94         |             |             |
|                          | Frédéric Mazier          | REC                      | REC                      | 1 468        | 3,20         |             |             |
|                          | Alain Guillotte          | PA                       | ECO                      | 1 098        | 2,39         |             |             |
|                          | Simon Sulkowski          | LO                       | DXG                      | 877          | 1,91         |             |             |
|                          |                          |                          |                          |              |              |             |             |
| Votes valides            | Votes valides            | Votes valides            | Votes valides            | 45 851       | 97,99        | 40 987      | 90,57       |
| Votes blancs             | Votes blancs             | Votes blancs             | Votes blancs             | 724          | 1,55         | 3 447       | 7,62        |
| Votes nuls               | Votes nuls               | Votes nuls               | Votes nuls               | 217          | 0,46         | 822         | 1,82        |
| Total                    | Total                    | Total                    | Total                    | 46 792       | 100          | 45 256      | 100         |
| Abstention               | Abstention               | Abstention               | Abstention               | 48 371       | 50,83        | 49 929      | 52,45       |
| Inscrits / participation | Inscrits / participation | Inscrits / participation | Inscrits / participation | 95 163       | 49,17        | 95 185      | 47,55       |

#### Sixième circonscription
Député sortant : Sébastien Jumel (Parti communiste français).
| Candidat                 | Candidat                 | Parti et coalition       | Nuance                   | Premier tour | Premier tour | Second tour | Second tour |
| Candidat                 | Candidat                 | Parti et coalition       | Nuance                   | Voix         | %            | Voix        | %           |
| ------------------------ | ------------------------ | ------------------------ | ------------------------ | ------------ | ------------ | ----------- | ----------- |
|                          | Sébastien Jumel          | PCF (NUPES)              | NUP                      | 20 800       | 37,66        | 27 801      | 57,81       |
|                          | Patrice Martin           | RN                       | RN                       | 15 325       | 27,75        | 20 290      | 42,19       |
|                          | Lisa Broutté             | MoDem (ENS)              | ENS                      | 11 010       | 19,94        |             |             |
|                          | Robin Devogelaere-Pozzo  | LC (UDC)                 | DVD                      | 3 395        | 6,15         |             |             |
|                          | Claire Coppin            | VIA                      | REC                      | 1 590        | 2,88         |             |             |
|                          | Florentin Arthus         | EAC                      | ECO                      | 1 185        | 2,15         |             |             |
|                          | Nathalie Spriet          | PA                       | ECO                      | 921          | 1,67         |             |             |
|                          | Michelle Petiteville     | LO                       | DXG                      | 458          | 0,83         |             |             |
|                          | François Leduc           | UDI                      | UDI                      | 277          | 0,50         |             |             |
|                          | Renaud Théron            | UCE (ÉMP)                | DVC                      | 264          | 0,48         |             |             |
|                          |                          |                          |                          |              |              |             |             |
| Votes valides            | Votes valides            | Votes valides            | Votes valides            | 55 225       | 98,06        | 48 091      | 89,50       |
| Votes blancs             | Votes blancs             | Votes blancs             | Votes blancs             | 805          | 1,43         | 4 439       | 8,26        |
| Votes nuls               | Votes nuls               | Votes nuls               | Votes nuls               | 285          | 0,51         | 1 200       | 2,23        |
| Total                    | Total                    | Total                    | Total                    | 56 315       | 100          | 53 730      | 100         |
| Abstention               | Abstention               | Abstention               | Abstention               | 53 505       | 48,72        | 56 097      | 51,08       |
| Inscrits / participation | Inscrits / participation | Inscrits / participation | Inscrits / participation | 109 820      | 51,28        | 109 827     | 48,92       |

#### Septième circonscription
Députée sortante : Agnès Firmin-Le Bodo (Horizons).
| Candidat                 | Candidat                 | Parti et coalition       | Nuance                   | Premier tour | Premier tour | Second tour | Second tour |
| Candidat                 | Candidat                 | Parti et coalition       | Nuance                   | Voix         | %            | Voix        | %           |
| ------------------------ | ------------------------ | ------------------------ | ------------------------ | ------------ | ------------ | ----------- | ----------- |
|                          | Agnès Firmin-Le Bodo     | H (ENS)                  | ENS                      | 15 505       | 39,13        | 21 578      | 57,87       |
|                          | Nancy Duboc              | LFI (NUPES)              | NUP                      | 10 304       | 26,00        | 15 709      | 42,13       |
|                          | Lucie Delestre           | RN                       | RN                       | 6 064        | 15,30        |             |             |
|                          | Jacques Forestier        | LR (UDC)                 | LR                       | 1 648        | 4,16         |             |             |
|                          | Alexis Deck              | LEF (EAC)                | ECO                      | 1 450        | 3,66         |             |             |
|                          | Frédéric Groussard       | REC                      | REC                      | 1 351        | 3,41         |             |             |
|                          | Caroline Lelièvre,       | EVUNM (CRIC)             | DSV                      | 786          | 1,98         |             |             |
|                          | Béatrice Canel-Depitre   | PA                       | ECO                      | 724          | 1,83         |             |             |
|                          | Lauriane Coufourier      | LRDG (FGR)               | DVG                      | 721          | 1,82         |             |             |
|                          | Brigitte Larue           | LP (UPF)                 | DSV                      | 481          | 1,21         |             |             |
|                          | Camille Denis            | LO                       | DXG                      | 375          | 0,95         |             |             |
|                          | Marc Mouhanna            | POID                     | DXG                      | 167          | 0,42         |             |             |
|                          | Virginie Prunier         | PP                       | DIV                      | 51           | 0,13         |             |             |
|                          |                          |                          |                          |              |              |             |             |
| Votes valides            | Votes valides            | Votes valides            | Votes valides            | 39 627       | 97,02        | 37 287      | 93,53       |
| Votes blancs             | Votes blancs             | Votes blancs             | Votes blancs             | 1 137        | 2,78         | 2 284       | 5,73        |
| Votes nuls               | Votes nuls               | Votes nuls               | Votes nuls               | 80           | 0,20         | 294         | 0,74        |
| Total                    | Total                    | Total                    | Total                    | 40 844       | 100          | 39 865      | 100         |
| Abstention               | Abstention               | Abstention               | Abstention               | 45 943       | 52,94        | 46 951      | 54,08       |
| Inscrits / participation | Inscrits / participation | Inscrits / participation | Inscrits / participation | 86 787       | 47,06        | 86 816      | 45,92       |

#### Huitième circonscription
Député sortant : Jean-Paul Lecoq (Parti communiste français).
| Candidat                 | Candidat                 | Parti et coalition       | Nuance                   | Premier tour | Premier tour | Second tour | Second tour |
| Candidat                 | Candidat                 | Parti et coalition       | Nuance                   | Voix         | %            | Voix        | %           |
| ------------------------ | ------------------------ | ------------------------ | ------------------------ | ------------ | ------------ | ----------- | ----------- |
|                          | Jean-Paul Lecoq          | PCF (NUPES)              | NUP                      | 12 227       | 48,75        | 15 117      | 65,76       |
|                          | Wasil Echchenna          | H (ENS)                  | ENS                      | 6 120        | 24,40        | 7 872       | 34,24       |
|                          | Isabelle Le Coz          | RN                       | RN                       | 4 636        | 18,48        |             |             |
|                          | Isabelle Ducoeurjoly     | REC                      | REC                      | 854          | 3,40         |             |             |
|                          | Joachim Legendre         | PA                       | ECO                      | 553          | 2,20         |             |             |
|                          | Tony Leprêtre-Pigeon     | LP (UPF)                 | DSV                      | 372          | 1,48         |             |             |
|                          | Magali Cauchois          | LO                       | DXG                      | 319          | 1,27         |             |             |
|                          |                          |                          |                          |              |              |             |             |
| Votes valides            | Votes valides            | Votes valides            | Votes valides            | 25 081       | 96,92        | 22 989      | 93,91       |
| Votes blancs             | Votes blancs             | Votes blancs             | Votes blancs             | 774          | 2,99         | 1 410       | 5,76        |
| Votes nuls               | Votes nuls               | Votes nuls               | Votes nuls               | 24           | 0,09         | 81          | 0,33        |
| Total                    | Total                    | Total                    | Total                    | 25 879       | 100          | 24 480      | 100         |
| Abstention               | Abstention               | Abstention               | Abstention               | 39 894       | 60,65        | 41 312      | 62,79       |
| Inscrits / participation | Inscrits / participation | Inscrits / participation | Inscrits / participation | 65 773       | 39,35        | 65 792      | 37,21       |

#### Neuvième circonscription
Députée sortante : Stéphanie Kerbarh (Parti radical). Non-investie par la majorité présidentielle, elle se représente avec l'étiquette de l'Alliance centriste.
| Candidat                 | Candidat                      | Parti et coalition       | Nuance                   | Premier tour | Premier tour | Second tour | Second tour |
| Candidat                 | Candidat                      | Parti et coalition       | Nuance                   | Voix         | %            | Voix        | %           |
| ------------------------ | ----------------------------- | ------------------------ | ------------------------ | ------------ | ------------ | ----------- | ----------- |
|                          | Nicolas Goury                 | RN                       | RN                       | 13 591       | 29,25        | 20 644      | 49,16       |
|                          | Marie-Agnès Poussier-Winsback | H (ENS)                  | ENS                      | 13 184       | 28,37        | 21 352      | 50,84       |
|                          | Stéphanie Fouani              | LFI (NUPES)              | NUP                      | 9 449        | 20,33        |             |             |
|                          | Victor Balier                 | LR (UDC)                 | LR                       | 2 176        | 4,68         |             |             |
|                          | Mickaël Baron                 | LRDG (FGR)               | DVG                      | 1 725        | 3,71         |             |             |
|                          | Stéphanie Kerbarh             | AC (ÉMP)                 | DVC                      | 1 555        | 3,35         |             |             |
|                          | Jean-Marc Bled                | REC                      | REC                      | 1 181        | 2,54         |             |             |
|                          | Victor Fournier               | UCE (ÉMP)                | DVC                      | 1 133        | 2,44         |             |             |
|                          | Carole Servais                | PA                       | ECO                      | 852          | 1,83         |             |             |
|                          | Jean-Paul Macé                | LO                       | DXG                      | 722          | 1,55         |             |             |
|                          | Patrick Bucourt               | DLF (UPF)                | DSV                      | 707          | 1,52         |             |             |
|                          | Annabelle Bétemps Folain      | FML                      | DVD                      | 196          | 0,42         |             |             |
|                          |                               |                          |                          |              |              |             |             |
| Votes valides            | Votes valides                 | Votes valides            | Votes valides            | 46 471       | 97,58        | 41 996      | 91,45       |
| Votes blancs             | Votes blancs                  | Votes blancs             | Votes blancs             | 895          | 1,88         | 2 978       | 6,49        |
| Votes nuls               | Votes nuls                    | Votes nuls               | Votes nuls               | 258          | 0,54         | 946         | 2,08        |
| Total                    | Total                         | Total                    | Total                    | 47 624       | 100          | 45 920      | 100         |
| Abstention               | Abstention                    | Abstention               | Abstention               | 48 032       | 50,21        | 49 753      | 52,00       |
| Inscrits / participation | Inscrits / participation      | Inscrits / participation | Inscrits / participation | 95 656       | 49,79        | 95 673      | 48,00       |

#### Dixième circonscription
Député sortant : Xavier Batut (La République en marche).
| Candidat                 | Candidat                 | Parti et coalition       | Nuance                   | Premier tour | Premier tour | Second tour | Second tour |
| Candidat                 | Candidat                 | Parti et coalition       | Nuance                   | Voix         | %            | Voix        | %           |
| ------------------------ | ------------------------ | ------------------------ | ------------------------ | ------------ | ------------ | ----------- | ----------- |
|                          | Xavier Batut             | LREM (ENS)               | ENS                      | 17 046       | 30,58        | 25 900      | 51,05       |
|                          | Anaïs Thomas             | RN                       | RN                       | 16 399       | 29,42        | 24 836      | 48,95       |
|                          | Véronique Bérégovoy      | EELV (NUPES)             | NUP                      | 11 710       | 21,01        |             |             |
|                          | Pascale Kéradec-Dujardin | LC (UDC)                 | DVD                      | 3 981        | 7,13         |             |             |
|                          | Nicolas Dumas            | REC                      | REC                      | 1 987        | 3,57         |             |             |
|                          | Jérôme Huvey             | SE                       | DIV                      | 1 516        | 2,72         |             |             |
|                          | Marine Lercier           | PA                       | ECO                      | 1 226        | 2,22         |             |             |
|                          | Nicolas Crambes          | LO                       | DXG                      | 1 033        | 1,85         |             |             |
|                          | Véronique Baudet         | LP (UPF)                 | DSV                      | 840          | 1,51         |             |             |
|                          |                          |                          |                          |              |              |             |             |
| Votes valides            | Votes valides            | Votes valides            | Votes valides            | 55 738       | 97,34        | 50 736      | 91,64       |
| Votes blancs             | Votes blancs             | Votes blancs             | Votes blancs             | 1 206        | 2,11         | 3 553       | 6,42        |
| Votes nuls               | Votes nuls               | Votes nuls               | Votes nuls               | 317          | 0,55         | 1 073       | 1,94        |
| Total                    | Total                    | Total                    | Total                    | 57 261       | 100          | 55 362      | 100         |
| Abstention               | Abstention               | Abstention               | Abstention               | 53 048       | 48,09        | 54 955      | 49,82       |
| Inscrits / participation | Inscrits / participation | Inscrits / participation | Inscrits / participation | 110 309      | 51,91        | 110 317     | 50,18       |